# Tân Biên, Tây Ninh
Tân Biên là xã thuộc tỉnh Tây Ninh, Việt Nam.

## Địa lý
Thị trấn Tân Biên nằm ở trung tâm huyện Tân Biên, có vị trí địa lý:
- Toàn bộ các phía giáp xã Thạnh Tây.

Thị trấn Tân Biên có diện tích 8,28 km², dân số năm 2019 là 14.659 người, mật độ dân số đạt 1.770 người/km².

## Hành chính
Thị trấn Tân Biên được chia thành 7 khu phố: 1, 2, 3, 4, 5, 6, 7.

## Lịch sử
Trước đây, địa bàn thị trấn Tân Biên là một phần của xã Thạnh Tây.
Ngày 22 tháng 9 năm 1992, thành lập thị trấn Tân Biên trên cơ sở tách ra từ xã Thạnh Tây.